# Limnophora claripennis
Limnophora claripennis är en tvåvingeart som beskrevs av Malloch 1929. Limnophora claripennis ingår i släktet Limnophora och familjen husflugor. Inga underarter finns listade i Catalogue of Life.